# Бомец
Бомец (фр. Beaumetz) насеље је и општина у североисточној Француској у региону Пикардија, у департману Сома која припада префектури Амјен.
По подацима из 2011. године у општини је живело 224 становника, а густина насељености је износила 36,36 становника/km². Општина се простире на површини од 6,16 km². Налази се на средњој надморској висини од 142 метара (максималној 144 m, а минималној 93 m).

## Демографија
| 1962. | 1968. | 1975. | 1982. | 1990. | 1999. | 2011. |
| ----- | ----- | ----- | ----- | ----- | ----- | ----- |
| 177   | 198   | 191   | 167   | 157   | 170   | 224   |

График промене броја становника у току последњих година